# Lord Forbes of Pitsligo

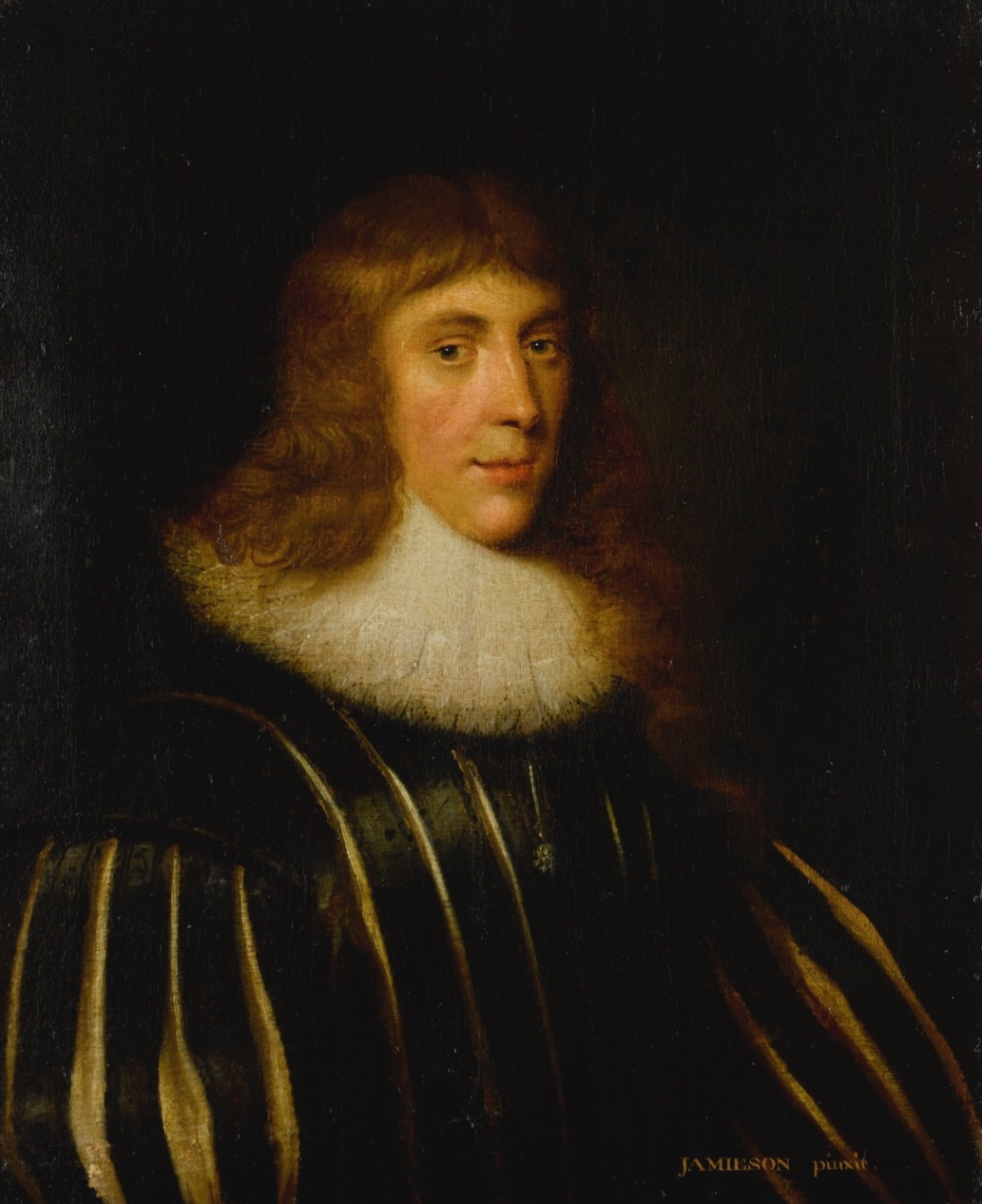
Alexander Forbes, 1. Lord Forbes of Pitsligo

Lord Forbes of Pitsligo war ein erblicher britischer Adelstitel in der Peerage of Scotland.
Familiensitz der Lords war Pitsligo Castle bei Fraserburgh in Aberdeenshire.

## Verleihung
Der Titel wurde am 24. Juni 1633 durch König Karl I. für Alexander Forbes, 1. Lord Forbes of Pitsligo geschaffen. Er gehörte dem Clan Forbes an und war ein Nachfahre des Sir William Forbes, Bruder des 1. Lord Forbes.
1746 wurde der 4. Lord wegen Beteiligung am Jakobitenaufstand von 1745 durch Bill of Attainder geächtet und ihm der Titel aberkannt.

## Liste der Lords Forbes of Pitsligo (1633)
- Alexander Forbes, 1. Lord Forbes of Pitsligo († 1636)
- Alexander Forbes, 2. Lord Forbes of Pitsligo († um 1690)
- Alexander Forbes, 3. Lord Forbes of Pitsligo (um 1655–1690)
- Alexander Forbes, 4. Lord Forbes of Pitsligo († 1762) (Titel verwirkt 1746)